# 大黄橐吾
大黄橐吾（学名：Ligularia duciformis）是菊科橐吾属的植物，为中国的特有植物。分布于中国大陆的湖北、甘肃、云南、宁夏等地，生长于海拔1,900米至4,100米的地区，多生于林下、河边、草地和高山。

## 别名
大黄（四川松潘）